# Sint-Johannes de Doperkerk (Merselo)
De Sint-Johannes de Doperkerk is een rooms-katholieke kerk in Merselo in de Nederlands Noord-Limburgse gemeente Venray. De kerk staat aan de oostkant van het dorp aan de Kleindorp 2. Ten noorden van de kerk ligt het kerkhof met aldaar de Kerkhofkapel. Naast de kerk staat een Heilig Hartbeeld uit 1923.
Het kerkgebouw is een rijksmonument en is gewijd aan Johannes de Doper.

## Geschiedenis
Op deze plaats stond al in de 15e eeuw een kapel, waarvoor in 1664 een nieuw schip werd gebouwd. In 1890-1891 werd een nieuwe kerk gebouwd, waarbij het oorspronkelijke laatgotische priesterkoor uit de 15e eeuw behouden bleef. De koor heeft een driezijdige sluiting en is voorzien van enkele gebrandschilderde ramen uit de 17e eeuw. Architect Johannes Kayser ontwierp de nieuwe eenbeukige zaalkerk in neogotische stijl, met een achtkantige klokkentoren aan de rechterzijde naast de westgevel. Het schip telt vier traveeën en de korte zijden zijn voorzien van trapgevels, typerend voor het oeuvre van Johannes Kayser.
Binnen wordt het schip overdekt met gemetselde kruisribgewelven. De kerk heeft nog een kruisbeeld en een Mariabeeld uit de 16e eeuw.
De kerk is er in de oorlog goed vanaf gekomen.De kerk kreeg een treffer in het gewelf en een andere granaat raakte de toren.Hierdoor werd de spits verwoest en moest deze verwijderd worden.Na Pasen 1945 wordt begonnen met het provisorisch herstel van het kerkdak en daarna wordt ook de torenspits gesloopt.De kerk werd gerestaureerd en de toren werd door J. Colsen in 1960 herbouwd.
De Johannes de Doperkerk wordt tot op heden gebruikt voor de katholieke eredienst. 